# Olivia Liang

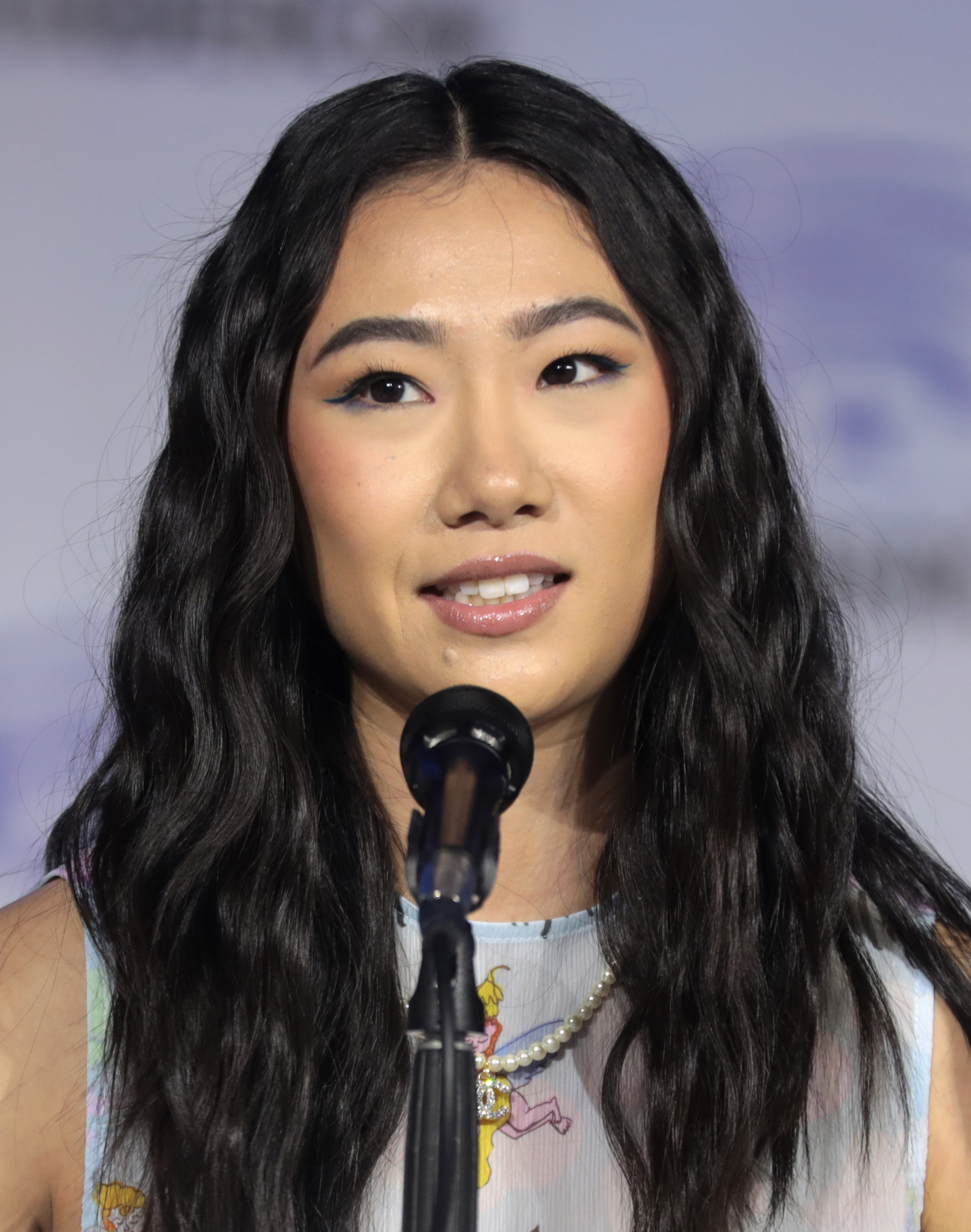
Olivia Liang (2022)

Olivia Liang (* 11. Mai 1993) ist eine US-amerikanische Schauspielerin.

## Leben
Liang wurde am 11. Mai 1993 geboren. Sie ist chinesischer Abstammung und spricht fließend Mandarin. Sie machte ihren Bachelor of Fine Arts an der University of California, San Diego. Anschließend wurde sie ins Schauspielprogramm der UCLA aufgenommen. Erste Rollen übernahm sie 2016 in den Kurzfilmen We, Like Sheep und Sessions. In letzteren war sie außerdem für das Drehbuch, die Produktion und die Regie zuständig. Nach Episodenrollen unter anderen in den Fernsehserien Grey’s Anatomy und Into the Dark war sie von 2020 bis 2021 in elf Episoden der Fernsehserie Legacies in der Rolle der Alyssa Chang zu sehen. Seit 2021 verkörpert sie die Hauptrolle der Nicky Shen in der Fernsehserie Kung Fu. Sie wird für die deutschsprachigen Fassungen überwiegend von Josephine Schmidt synchronisiert.

## Filmografie (Auswahl)
- 2016: We, Like Sheep (Kurzfilm)
- 2016: Sessions (Kurzfilm)
- 2017: Cereal (Miniserie, Episode 1x01)
- 2017: The Best and the Loneliest Days (Kurzfilm)
- 2017: Pillow Talk (Fernsehserie, Episode 2x07)
- 2017: ABC Discovers: Los Angeles Talent Showcase (Kurzfilm)
- 2018: One Day at a Time (Fernsehserie, Episode 2x11)
- 2018: Grey’s Anatomy (Fernsehserie, Episode 14x15)
- 2019: Dating After College (Miniserie, 7 Episoden)
- 2019: Handle with Care: A Holiday Story (Kurzfilm)
- 2020: Into the Dark (Fernsehserie, Episode 2x06)
- 2020–2021: Legacies (Fernsehserie, 11 Episoden)
- seit 2021: Kung Fu (Fernsehserie)